# 馬提·史提潘尼克
馬太·「馬提」·約瑟·撒迪厄斯·史提潘尼克（Matthew "Mattie" Joseph Thaddeus Stepanek，1990年7月17日—2004年6月22日），美國詩人。他由3歲开始写诗，到因肌肉萎縮症逝世前，已寫了超過1000首的詩，其所著的詩集至今已共售超過100萬本，美國前總統吉米·卡特更是他的支持者。 馬提除擅長寫詩外，他亦喜歡傳統武術，並自稱已獲得跆拳道黑帶。

## 生平

### 出身
馬提生於美國華盛頓，他出道之前就被發現患有一個罕見的肌肉萎縮症──神經機能障礙性粒線體肌病（Dysautonomic mitochondrial myopathy （页面存档备份，存于）），以及一種自主神經障礙疾病，其體內所有的自主系統都不能如常操作。 因此病無法治癒，所以終日在呼吸機、電動輪椅、以及各種醫療輔助設備陪伴下成長，還要長期依賴喉嚨插着的氧氣管來維持生活，每幾秒鐘必需主動呼吸一次，否則就會窒息。 其兩位兄長及一個妹妹亦因這個肌肉萎縮症而不幸夭折，其母珍妮（Jeni，1960年－）亦患有此病，所以需要電動輪椅輔助。

### 寫作生涯
身受病魔折磨的他，並無摧毀他的意志，並於三歲開始寫作。到了1999年，馬提的文章在國際兒童救濟協會的莫琳達·羅倫斯國際書獎（Melinda A. Lawrence International Book Award）中獲得最具啟發性作品獎。2001年6月，弗吉尼亞州一家小出版社答應為他出版詩集，完成他的心願，其後又獲得美國一間大出版社的合約，珍妮負責替馬提的處理出版事務。 其後他的首三本詩集《心曲》、《心曲之旅》及《心曲之希望》成功出版。當時碰巧發生九一一襲擊事件，詩集中流露出強韌生命力，成功感動了千千萬萬的美國人，且在美國廣播公司《早安美國》節目中，與前總統卡特作公開亮相，馬提的詩集一度非常走紅，銷量急升，自此他的寫作事業攀上高峰，馬提同時還成為美國馬里蘭州肌肉萎縮協會（Muscular Dystrophy Association）親善大使。
2002年，其第四本詩集《歡頌心曲》正式推出，銷量處於高位，他更成為肌肉萎縮協會國家大使及州大使。2003年3月，馬提接受《早安美國》的訪問同時，其第五本詩集《心曲之愛》正式推出，銷量同樣處於高位。多日後，馬提寫了一首詩送給現任總統喬治·布殊，請求他別發動伊拉克戰爭，信中寫道：

我們不能陷於惡劣的態度之中不可自拔，否則我們就不是在尋求和平！

戰爭爆發前夕（3月19日），他再寫道：

不要去那兒（伊拉克）進行轟炸了。今天我們炸他們，明天他們又來炸我們。這樣炸來炸去，很快再也沒有甚麼可炸的東西，也再不會有人被我們炸了。為甚麼要這樣做呢？一切都毫無意義。

同年，馬提在其好友、著名小歌手「小比利」比利·吉爾曼（Billy Gilman）合作下，成功推出音樂專輯──《心曲之音樂》（Music Through Heartsongs）。

### 逝世
正當馬提人氣急升時，其惡耗隨之而來。2003年末年，美國一直傳出他病情惡化的消息。翌年5月，他的病情再急劇惡化。他的體内組織嚴重受傷，並無法像正常人一樣接受氧氣來治療，但他表情仍然坦然無恙。 最後他於美國時間6月22日下午，在美國華盛頓國家兒童醫學中心，在珍妮和朋友的陪伴下逝世。
馬提的葬禮於6月28日，舉行馬利蘭州蒙哥馬利縣韋頓市一間天主教教堂舉行，共有1350人參加，參加者包括比利·嬌曼及知名脫口秀主持人奧普拉·溫芙瑞，悼文由吉米·卡特編寫。

## 生平大事記
- 1990年：出生
- 1993年：開始寫作
- 1999年：獲得莫琳達·羅倫斯國際書獎－最具啟發性作品獎
- 2001年：《心曲》、《心曲之旅》及《心曲之希望》出版；成為美國馬里蘭州肌肉萎縮協會親善大使
- 2002年：會見前總統卡特；《歡頌心曲》出版；成為肌肉萎縮協會國家大使及州大使
- 2003年：《心曲之愛》出版；音樂專輯《心曲之音樂》推出
- 2004年：逝世，享年13歲

## 著作
從馬提3歲出道起，他寫了超過1000首的詩，著有5本詩集，還有一些論文和短篇小說，還有一些插畫。題材包括自然、夢想和家庭，以及生命與死亡、愛與失去、信念與希望、天真與喜悦。 5本詩集至今已共售超過100萬本，並多次列入《紐約時報》的文學類暢銷書榜及暢銷作家名單中。 作為馬提書迷的美國前總統卡特，與馬提惺惺相惜，更合著詩集《心曲之旅》。

### 詩集
- 2001年：《心曲》（又名《天使的聲音》，Heartsongs）

主要收錄他3歲到6歲間創作的詩
- 2001年：《心曲之旅》（Journey Through Heartsongs）

收錄他6歲到10歲間創作的詩
- 2001年：《心曲之希望》（Hope Through Heartsongs）

收錄他10歲到此書出版前創作的詩
- 2002年8月1日：《歡頌心曲》（Celebrate Through Heartsongs）
- 2003年：《心曲之愛》（Loving Through Heartsongs）
- 2005年8月1日：《一位和平大使的回響：心曲的肖像》（Reflections of a Peacemaker: A Portrait Through Heartsongs）
- 2006年3月1日：《只是和平：一個希望的信息》（Just Peace: A Message of Hope）

### 音樂專輯
- 2003年5月1日：《心曲之音樂》/《心語呢喃》（Music Through Heartsongs: Songs Based on the Poems of Mattie J.T. Stepanek （页面存档备份，存于））

## 作品譯本
- （中文）《天使的聲音》（Heartsongs），譯者：郭恩惠，2003年4月25日格林文化出版，ISBN 9577455964。
- （中文）《心靈之歌的旅程》（Journey Through Heartsongs），譯者：李慧娜，2002年6月27日格林文化出版，ISBN 9577455182。
- （西班牙文）《Canciones En Mi Corazon: Poemas E Ilustraciones De Matthew Joseph Thaddeus Stepanek, Mattie》，2002年7月1日Ediciones Urano出版，ISBN 8479535024。

## 外部連結
- （英文）馬提個人網頁 （页面存档备份，存于）
- （英文）肌肉萎縮協會網站 （页面存档备份，存于）
- （英文）華盛頓郵報對馬提籌款的報導 （页面存档备份，存于）
- （英文）吉米·卡特編寫的馬提葬禮悼文 （页面存档备份，存于）
- （中文）POET HERO: MATTIE STEPANEK （中文版） （页面存档备份，存于），myhero.com